# Tessamoro
Tessamoro Eskov, 1993 è un genere di ragni appartenente alla famiglia Linyphiidae.

## Distribuzione
L'unica specie oggi attribuita a questo genere è stata reperita nella Russia asiatica; è un endemismo dell'isola di Sachalin.

## Tassonomia
Dal 1993 non sono stati rinvenuti altri esemplari di questo genere.
A giugno 2012, si compone di una specie:
- Tessamoro pallidus Eskov, 1993[4] — Russia asiatica